# Little Trip (Rayのアルバム)
『Little Trip』（リトル・トリップ）は、Rayの3枚目のオリジナルアルバム。2016年6月8日にNBCユニバーサルから発売された。

## 概要
Rayのアルバムとしては前作『Milky Ray』から約2年ぶりのリリース。
初回限定盤（GNCA-1484）と通常盤（GNCA-1485）の2形態でのリリースとなり、初回限定盤にはBlu-rayと全64ページの録り下ろし写真集が付属する。Blu-rayには2014年7月6日に東京都渋谷区道玄坂のTSUTAYA O-EASTにて開催されたRayのワンマンライブ『RAYVE03〜Milky Ray〜』の全演目18曲の模様が収録されている。また、初回限定盤と通常盤初回生産分にはRayワンマンツアーチケット先行販売応募券が封入された。
本アルバムの発売を記念し、2016年5月21日〜6月18日にかけて10都道府県16か所にて購入者イベントが開催された。

## 収録曲
1. Wonderful Catcher [5:04]
作詞：畑亜貴、作曲：太田雅友、編曲：EFFY
2. 初めてガールズ! [3:37]
作詞：畑亜貴、作曲・編曲：ミト
7thシングル『初めてガールズ!』タイトル曲、テレビアニメ『わかば*ガール』オープニングテーマ
3. Wonder Little Trip [4:00]
作詞：うらん、作曲・編曲：y0c1e
4. Lovely Storm [4:37]
作詞：しほり、作曲・編曲：齋藤真也
6thシングル『secret arms』カップリング曲
5. secret arms [3:43]
作詞・作曲：渡辺翔、編曲：y0c1e
6thシングル『secret arms』タイトル曲、テレビアニメ『To LOVEる -とらぶる- ダークネス2nd』オープニングテーマ
6. Brand New Sky [4:44]
作詞：しほり、作曲：彦田元気、編曲：y0c1e
7. 季節のシャッター [5:05]
作詞：KOTOKO、作曲：折戸伸治、編曲：高瀬一矢
OVA『あの夏で待ってる 特別編』オープニングテーマ
8. a-gain [4:43]
作詞：KOTOKO、作曲・編曲：高瀬一矢
8thシングル『a-gain』タイトル曲、テレビアニメ『蒼の彼方のフォーリズム』オープニングテーマ
9. 星 [4:40]
作詞：Ray、作曲・編曲：板倉孝徳
10. Confession [4:06]
作詞・作曲・編曲：山口朗彦
11. 君に会いに行こう [4:35]
作詞：KOTOKO、作曲・編曲：高瀬一矢
キャラクターコンテンツ総合イベント『character1 2014』テーマソング
12. My Future [4:42]
作詞・作曲・編曲：板倉孝徳
7thシングル『初めてガールズ!』カップリング曲
13. 約束train [4:06]
作詞：川田まみ、作曲：太田雅友、編曲：EFFY

Blu-ray Disc
1. やわじゃないDID!!-Catch me! To LOVEる-
2. 頑張るな！Boys&Girls
3. Recall
4. twin portion
5. a-ha…!
6. You're my jewel
7. lull〜そして僕らは〜
8. fragment love
9. ebb and flow
10. Loop-the-Loop（KOTOKOの楽曲のカバー）
11. Magical革命Girl Rainy Ray
12. ココアポット･シティ
13. As for me
14. 楽園PROJECT
15. 告白
16. sign（Encore）
17. 脳天KICK VOICE（Encore）
18. I'm MONSTERちゃん（Encore）

## 演奏
- Ray：All Vocals
- 増崎孝司：Guitar (#1.13)
- 松下典由：Guitar (#2)
- 時衿丙：Brass Arrangement (#2)
- ミト (クラムボン)：Other Instruments (#2)
- y0c1e：Programming & All Instruments (#3.5.6)
- 齋藤真也：Programming & All Other Instruments (#4)
- 海老澤祐也：Guitars (#4)
- 彦田元気：Guitars (#6)
- 板倉孝徳：Guitar, Acoustic Guitar, All Other Instruments & Programming (#9.12)
- 河合英嗣：Guitar (#10)
- 山口朗彦：Keyboards & Programming (#10)